# 国民戦線 (ベルギー)
国民戦線（フランス語:Front national）は、かつて存在したベルギーの政党。フランス語圏のベルギー南部のワロン地域を基盤とし、極右政党とされていた。
1985年結成。結党には同名の政党であるフランスの国民戦線（現国民連合）の影響もあったとされる。移民に反対するなどの政策を掲げるが、ベルギー国政に関しては連邦制に批判的で統一国家を主張し、同じ極右でもフランドルの分離独立を主張するフラームス・ベランフとは相容れない。
2007年の総選挙では、下院である代議院と上院である元老院で、それぞれ1議席を獲得した。
2010年の総選挙では両院ともに議席獲得はならず、2012年に解党した。